# I’ll Never Break Your Heart
I’ll never break your heart (с англ. — «Я никогда не разобью тебе сердце») — второй сингл американской группы Backstreet Boys с одноимённого дебютного альбома. Песня попала в топ 10 песен в Австралии, Великобритании Германии, Голландии, Швеции и Швейцарии. В 1996 году сингл стал золотым в Германии.

## История создания
Песня предположительно записывалась в течение двух недель вследствие простуды Литтрелла и Маклина. «I’ll never break your heart» заняла на альбоме место песни «I’ll never find someone like you», которая должна была стать первым синглом группы. Представители звукозаписывающей компании не разрешили группе использовать эту песню. В результате, она была предложена певцу R&B Киту Мартину, который записал и выпустил песню в качестве сингла с альбома «It’s Long Overdue» и на саундтреке к фильму «Плохие парни».
Испанская версия песни под названием «Nunca te haré llorar» была позже записана на Powerplay Studios в Цюрихе вместе с испанской версией «Anywhere for you». Вокальные партии были распределены также как и в оригинальной версии.

## Музыкальное видео
Существует две версии видеоклипа. Видео, снятое при выпуске сингла в Европе, ведет повествование о группе девушек. В предисловии клипа рассказывается, что одна из них только что рассталась с своим молодым человеком. Участники Backstreet Boys отдыхают на горнолыжном курорте, каждый из них сближается с одной из девушек. Брайан Литтрелл пытается создать отношения с девушкой, недавно расставшейся со своим партнером. Кевин Ричардсон снимается в паре со своей девушкой (позже женой) Кристин Уиллитс. Клип был снят в Скалистых горах в ноябре 1995 года. В декабре состоялась премьера видео в Германии, Франции и других странах Западной Европы.
14 сентября 1998 года состоялась премьера видео, снятого для США. В нём каждый член группы поет в своей индивидуально оформленной квартире. Квартиры расположены одна над одной в высоком здании. Группа также снялась поющей в туннеле, на одном конце которого находится вращающийся иллюминатор. Позже каждый из участников показан в квартире с девушкой. Собака в квартире Литтрелла действительно принадлежала ему. Девушка, с которой он снимался, также являлась его девушкой (позже женой) Лиэнн Уоллес. Видео было снято в апреле 1998 года.

## Список композиций
| Европа (CD сингл) 1. I’ll never break your heart (radio edit) — 4:25 2. I’ll never break your heart (LP version) — 4:49 3. Roll with it (Файт Ренн, Джолион Скиннер) — 4:43 США (CD сингл) 1. I’ll never break your heart (LP version) — 4:48 2. I’ll never break your heart — Nunca te haré llorar (испанская версия) — 4:35 3. Quit Playing Games (With My Heart) (live version) — 6:12 Европа (CD сингл в картонной обложке) 1. I’ll never break your heart (radio edit) — 4:25 2. I’ll never break your heart (LP version) — 4:49 | Великобритания (двойной CD — диджипак) - Первый диск: 1. I’ll never break your heart (radio edit) — 4:27 2. We've got it goin' on (Amadin club mix) — 6:38 3. Mark Goodier interview — part I… — 4:50 - Второй диск: 1. I’ll never break your heart (radio edit) — 4:25 2. Roll with it (Файт Ренн, Джолион Скиннер) — 4:43 3. Mark Goodier interview — part II… — 7:07 |

## Хит парады
| Страна                                        | Высшая позиция |
| --------------------------------------------- | -------------- |
| Австралия                                     | 10             |
| Австрия                                       | 5              |
| Бельгия                                       | 4              |
| Великобритания                                | 8              |
| Германия                                      | 5              |
| Голландия                                     | 3              |
| Ирландия                                      | 19             |
| Новая Зеландия                                | 11             |
| США (Hot 100)                                 | 35             |
| США (Billboard Top 40 Mainstream)             | 1              |
| США (Billboard Hot Adult Contemporary Tracks) | 1              |
| Швейцария                                     | 2              |
| Швеция                                        | 7              |

## Даты выпуска
| Релиз          | Дата выпуска    |
| -------------- | --------------- |
| Европа (радио) | 13 декабря 1995 |
| Европа (сингл) | 12 февраля 1996 |
| США (радио)    | июнь 1998       |
| США (сингл)    | 14 июля 1998    |